# Liste der Staatsnamen und ihrer Nationennamen

## Liste der Staatsnamen und ihrer Nationennamen
| Staat                              | Länderadjektiv                   | Nation                                                            |
| ---------------------------------- | -------------------------------- | ----------------------------------------------------------------- |
| Afghanistan                        | afghanisch                       | Afghanen (Afghanische Staatsbürgerschaft)                         |
| Ägypten                            | ägyptisch                        | Ägypter                                                           |
| Albanien                           | albanisch                        | Albaner (Albanische Staatsbürgerschaft)                           |
| Algerien                           | algerisch                        | Algerier                                                          |
| Andorra                            | andorranisch                     | Andorraner (Andorranische Staatsbürgerschaft)                     |
| Angola                             | angolanisch                      | Angolaner                                                         |
| Antigua und Barbuda                | antiguanisch                     | Antiguaner und Barbudaner                                         |
| Äquatorialguinea                   | äquatorialguineisch              | Äquatorialguineer                                                 |
| Argentinien                        | argentinisch                     | Argentinier                                                       |
| Armenien                           | armenisch                        | Armenier                                                          |
| Aserbaidschan                      | aserbaidschanisch                | Aserbaidschaner                                                   |
| Äthiopien                          | äthiopisch                       | Äthiopier                                                         |
| Australien                         | australisch                      | Australier                                                        |
| Bahamas                            | bahamaisch                       | Bahamaer (DE) Bahamer (AT)                                        |
| Bahrain                            | bahrainisch                      | Bahrainer                                                         |
| Bangladesch                        | bangladeschisch                  | Bangladescher                                                     |
| Barbados                           | barbadisch                       | Barbadier                                                         |
| Belarus                            | belarussisch                     | Belarussen                                                        |
| Belgien                            | belgisch                         | Belgier (Belgische Staatsangehörigkeit)                           |
| Belize                             | belizisch                        | Belizer                                                           |
| Benin                              | beninisch                        | Beniner                                                           |
| Bhutan                             | bhutanisch                       | Bhutaner                                                          |
| Bolivien                           | bolivianisch                     | Bolivianer                                                        |
| Bosnien und Herzegowina            | bosnisch-herzegowinisch          | Bosnier und Herzegowiner                                          |
| Botswana                           | botsuanisch                      | Botsuaner                                                         |
| Brasilien                          | brasilianisch                    | Brasilianer (Brasilianische Staatsbürgerschaft)                   |
| Vereinigtes Königreich             | britisch                         | Briten (Britische Staatsbürgerschaft)                             |
| Brunei                             | bruneiisch                       | Bruneier                                                          |
| Bulgarien                          | bulgarisch                       | Bulgaren ((Bulgarische Staatsangehörigkeit)                       |
| Burkina Faso                       | burkinisch                       | Burkiner                                                          |
| Burundi                            | burundisch                       | Burundier                                                         |
| Chile                              | chilenisch                       | Chilenen                                                          |
| Volksrepublik China                | chinesisch                       | Chinesen (Chinesische Staatsangehörigkeit)                        |
| Costa Rica                         | costa-ricanisch                  | Costa-Ricaner                                                     |
| Deutschland                        | deutsch                          | Deutsche (Deutsche Staatsangehörigkeit)                           |
| Dominica                           | dominicanisch                    | Dominicaner                                                       |
| Dominikanische Republik            | dominikanisch                    | Dominikaner                                                       |
| Dschibuti                          | dschibutisch                     | Dschibutier                                                       |
| Dänemark                           | dänisch                          | Dänen                                                             |
| Ecuador                            | ecuadorianisch                   | Ecuadorianer                                                      |
| Eritrea                            | eritreisch                       | Eritreer                                                          |
| Estland                            | estnisch                         | Esten                                                             |
| Eswatini                           | eswatinisch swatinisch (CH)      | Swasi Swatiner (CH)                                               |
| Fidschi                            | fidschianisch                    | Fidschianer                                                       |
| Finnland                           | finnisch                         | Finnen                                                            |
| Frankreich                         | französisch                      | Franzosen (Französische Staatsbürgerschaft)                       |
| Gabun                              | gabunisch                        | Gabuner                                                           |
| Gambia                             | gambisch                         | Gambier                                                           |
| Georgien                           | georgisch                        | Georgier (Georgische Staatsangehörigkeit)                         |
| Ghana                              | ghanaisch                        | Ghanaer                                                           |
| Grenada                            | grenadisch                       | Grenader                                                          |
| Griechenland                       | griechisch auch: hellenisch (CH) | Griechen                                                          |
| Guatemala                          | guatemaltekisch                  | Guatemalteken                                                     |
| Guinea                             | guineisch                        | Guineer                                                           |
| Guinea-Bissau                      | guinea-bissauisch                | Guinea-Bissauer                                                   |
| Guyana                             | guyanisch                        | Guyaner                                                           |
| Haiti                              | haitianisch                      | Haitianer                                                         |
| Honduras                           | honduranisch                     | Honduraner                                                        |
| Island                             | isländisch                       | Isländer (Isländische Staatsangehörigkeit)                        |
| Indien                             | indisch                          | Inder (Indische Staatsangehörigkeit)                              |
| Indonesien                         | indonesisch                      | Indonesier (Indonesische Staatsangehörigkeit)                     |
| Irak                               | irakisch                         | Iraker                                                            |
| Iran                               | iranisch                         | Iraner (Iranische Staatsangehörigkeit)                            |
| Irland                             | irisch                           | Iren (Irische Staatsangehörigkeit)                                |
| Israel                             | israelisch                       | Israelis                                                          |
| Italien                            | italienisch                      | Italiener (Italienische Staatsbürgerschaft)                       |
| Elfenbeinküste                     | ivorisch                         | Ivorer                                                            |
| Jamaika                            | jamaikanisch                     | Jamaikaner                                                        |
| Japan                              | japanisch                        | Japaner (Japanische Staatsangehörigkeit)                          |
| Jemen                              | jemenitisch                      | Jemeniten                                                         |
| Jordanien                          | jordanisch                       | Jordanier                                                         |
| Kambodscha                         | kambodschanisch                  | Kambodschaner                                                     |
| Kamerun                            | kamerunisch                      | Kameruner                                                         |
| Kanada                             | kanadisch                        | Kanadier                                                          |
| Kap Verde                          | kapverdisch                      | Kap-Verdier                                                       |
| Kasachstan                         | kasachisch                       | Kasachen                                                          |
| Katar                              | katarisch                        | Katarer                                                           |
| Kenia                              | kenianisch                       | Kenianer                                                          |
| Kirgisistan                        | kirgisisch                       | Kirgisen                                                          |
| Kiribati                           | kiribatisch                      | Kiribatier                                                        |
| Kolumbien                          | kolumbianisch                    | Kolumbianer (Kolumbianische Staatsangehörigkeit)                  |
| Komoren                            | komorisch                        | Komorer                                                           |
| Demokratische Republik Kongo       | kongolesisch (Kinshasa)          | Kongolesen (Kinshasa)                                             |
| Republik Kongo                     | kongolesisch (Brazzaville)       | Kongolesen (Brazzaville)                                          |
| Kroatien                           | kroatisch                        | Kroaten                                                           |
| Kuba                               | kubanisch                        | Kubaner                                                           |
| Kuwait                             | kuwaitisch                       | Kuwaiter                                                          |
| Laos                               | laotisch                         | Laoten                                                            |
| Lettland                           | lettisch                         | Letten (Lettische Staatsangehörigkeit)                            |
| Libanon                            | libanesisch                      | Libanesen                                                         |
| Lesotho                            | lesothisch                       | Lesother                                                          |
| Liberia                            | liberianisch                     | Liberianer                                                        |
| Libyen                             | libysch                          | Libyer                                                            |
| Liechtenstein                      | liechtensteinisch                | Liechtensteiner (Liechtensteinische Staatsbürgerschaft)           |
| Litauen                            | litauisch                        | Litauer (Litauische Staatsangehörigkeit)                          |
| Luxemburg                          | luxemburgisch                    | Luxemburger                                                       |
| Madagaskar                         | madagassisch                     | Madagassen                                                        |
| Malawi                             | malawisch                        | Malawier                                                          |
| Malaysia                           | malaysisch                       | Malaysier                                                         |
| Malediven                          | maledivisch                      | Malediver                                                         |
| Mali                               | malisch                          | Malier                                                            |
| Malta                              | maltesisch                       | Malteser                                                          |
| Marokko                            | marokkanisch                     | Marokkaner (Marokkanische Staatsangehörigkeit)                    |
| Marshallinseln                     | marshallisch                     | Marshaller                                                        |
| Mauretanien                        | mauretanisch                     | Mauretanier                                                       |
| Mauritius                          | mauritisch                       | Mauritier                                                         |
| Mexiko                             | mexikanisch                      | Mexikaner                                                         |
| Föderierte Staaten von Mikronesien | mikronesisch                     | Mikronesier                                                       |
| Republik Moldau                    | moldauisch                       | Moldauer (Moldauische Staatsangehörigkeit)                        |
| Monaco                             | monegassisch                     | Monegassen (Monegassische Staatsbürgerschaft)                     |
| Mongolei                           | mongolisch                       | Mongolen (Mongolische Staatsangehörigkeit)                        |
| Montenegro                         | montenegrinisch                  | Montenegriner                                                     |
| Mosambik                           | mosambikanisch                   | Mosambikaner (Mosambikanische Staatsangehörigkeit)                |
| Myanmar                            | myanmarisch                      | Myanmaren                                                         |
| Namibia                            | namibisch                        | Namibier (Namibische Staatsangehörigkeit)                         |
| Nauru                              | nauruisch                        | Nauruer                                                           |
| Nepal                              | nepalesisch                      | Nepalesen                                                         |
| Neuseeland                         | neuseeländisch                   | Neuseeländer                                                      |
| Nicaragua                          | nicaraguanisch                   | Nicaraguaner                                                      |
| Niederlande                        | niederländisch                   | Niederländer (Niederländische Staatsangehörigkeit)                |
| Nigeria                            | nigerianisch                     | Nigerianer                                                        |
| Niger                              | nigrisch                         | Nigrer                                                            |
| Nordkorea                          | nordkoreanisch                   | Nordkoreaner                                                      |
| Nordmazedonien                     | nordmazedonisch                  | Nordmazedonier                                                    |
| Norwegen                           | norwegisch                       | Norweger                                                          |
| Oman                               | omanisch                         | Omaner                                                            |
| Osttimor                           | osttimorisch                     | Osttimoresisch                                                    |
| Pakistan                           | pakistanisch                     | Pakistaner                                                        |
| Palau                              | palauisch                        | Palauer                                                           |
| Panama                             | panamaisch                       | Panamaer                                                          |
| Papua-Neuguinea                    | papua-neuguineisch               | Papua-Neuguineer                                                  |
| Paraguay                           | paraguayisch                     | Paraguayer                                                        |
| Peru                               | peruanisch                       | Peruaner                                                          |
| Philippinen                        | philippinisch                    | Philippiner (Philippinische Staatsangehörigkeit)                  |
| Polen                              | polnisch                         | Polen (Polnische Staatsangehörigkeit)                             |
| Portugal                           | portugiesisch                    | Portugiesen (Portugiesische Staatsangehörigkeit)                  |
| Ruanda                             | ruandisch                        | Ruander                                                           |
| Rumänien                           | rumänisch                        | Rumänen (Rumänische Staatsangehörigkeit)                          |
| Russland                           | russländisch                     | Russländer (Russische Staatsbürgerschaft)                         |
| Salomonen                          | salomonisch                      | Salomoner                                                         |
| El Salvador                        | salvadorianisch                  | Salvadorianer                                                     |
| Sambia                             | sambisch                         | Sambier (Sambische Staatsangehörigkeit)                           |
| St. Kitts und Nevis                | kittitisch und nevisisch         | Kittitianer und Nevisianer                                        |
| St. Lucia                          | lucianisch                       | Lucianer                                                          |
| St. Vincent und die Grenadinen     | vincentisch                      | Vincenter                                                         |
| Samoa                              | samoanisch                       | Samoaner                                                          |
| San Marino                         | san-marinesisch                  | San-Marinese                                                      |
| Saudi-Arabien                      | saudi-arabisch                   | Saudi-Araber                                                      |
| Schweden                           | schwedisch                       | Schweden                                                          |
| Schweiz                            | schweizerisch                    | Schweizer (Schweizer Bürgerrecht)                                 |
| Senegal                            | senegalesisch                    | Senegaler                                                         |
| Serbien                            | serbisch                         | Serben                                                            |
| Seychellen                         | seychellisch                     | Seycheller                                                        |
| Sierra Leone                       | sierra-leonisch                  | Sierra-Leoner (Sierra-leonische Staatsangehörigkeit)              |
| Simbabwe                           | simbabwisch                      | Simbabwer                                                         |
| Singapur                           | singapurisch                     | Singapurer (Singapurische Staatsbürgerschaft)                     |
| Slowakei                           | slowakisch                       | Slowaken                                                          |
| Slowenien                          | slowenisch                       | Slowenen                                                          |
| Somalia                            | somalisch                        | Somalier                                                          |
| Spanien                            | spanisch                         | Spanier (Spanische Staatsangehörigkeit)                           |
| Sri Lanka                          | sri-lankisch                     | Sri Lanker                                                        |
| Sudan                              | sudanesisch                      | Sudanesen                                                         |
| Suriname                           | surinamisch                      | Surinamer                                                         |
| Syrien                             | syrisch                          | Syrer (Syrische Staatsbürgerschaft)                               |
| São Tomé und Príncipe              | são-toméisch                     | São-Toméer                                                        |
| Südafrika                          | südafrikanisch                   | Südafrikaner (Südafrikanische Staatsangehörigkeit)                |
| Vereinigte Arabische Emirate       | emiratisch                       | Emirater (Staatsangehörigkeit der Vereinigten Arabischen Emirate) |
| Vereinigte Staaten                 | US-amerikanisch                  | US-Amerikaner (Staatsbürgerschaft der Vereinigten Staaten)        |
| Südkorea                           | südkoreanisch                    | Südkoreaner                                                       |
| Südsudan                           | südsudanesisch                   | Südsudanesen                                                      |
| Tadschikistan                      | tadschikisch                     | Tadschiken                                                        |
| Tansania                           | tansanisch                       | Tansanier                                                         |
| Thailand                           | thailändisch                     | Thailänder                                                        |
| Togo                               | togoisch                         | Togoer                                                            |
| Tonga                              | tongaisch                        | Tongaer                                                           |
| Tschad                             | tschadisch                       | Tschader                                                          |
| Tschechien                         | tschechisch                      | Tschechen                                                         |
| Trinidad und Tobago                | trinidadisch und tobagoisch      | Trinidadianer und Tobagonier                                      |
| Tunesien                           | tunesisch                        | Tunesier                                                          |
| Türkei                             | türkisch                         | Türken (Türkische Staatsbürgerschaft)                             |
| Turkmenistan                       | turkmenisch                      | Turkmenen                                                         |
| Tuvalu                             | tuvaluisch                       | Tuvalier (Tuvaluische Staatsangehörigkeit)                        |
| Uganda                             | ugandisch                        | Ugander                                                           |
| Ukraine                            | ukrainisch                       | Ukrainer                                                          |
| Ungarn                             | ungarisch                        | Magyaren (Ungarische Staatsangehörigkeit)                         |
| Uruguay                            | uruguayisch                      | Uruguayer                                                         |
| Usbekistan                         | usbekisch                        | Usbeken                                                           |
| Vanuatu                            | vanuatuisch                      | Vanuatuer                                                         |
| Venezuela                          | venezolanisch                    | Venezolaner                                                       |
| Vietnam                            | vietnamesisch                    | Vietnamesen                                                       |
| Zentralafrikanische Republik       | zentralafrikanisch               | Zentralafrikaner                                                  |
| Republik Zypern                    | zyprisch                         | Zyprer (Staatsangehörigkeit auf Zypern)                           |
| Österreich                         | österreichisch                   | Österreicher (Österreichische Staatsbürgerschaft)                 |